# Awal
Awal (z fr. aval, poręczenie wekslowe) – czynność prawna polegająca na przyjęciu przez poręczającego (awalistę) solidarnej odpowiedzialności za dług osoby podpisanej na wekslu. Awalista odpowiada za zapłatę weksla w przypadku, gdy osoba, za której dług wekslowy poręczył nie wywiązała się ze spłaty zobowiązania. Awal może dotyczyć całości lub części sumy wekslowej i każdej osoby podpisanej na wekslu;  konieczne jest wówczas ujawnienie tego ograniczenia w treści weksla.
Dla ważności awalu konieczne jest złożenie przez poręczyciela podpisu na przedniej stronie weksla, na jego grzbiecie (odwrotnej stronie) bądź przedłużku. W dwóch ostatnich przypadkach - w celu jednoznacznego wskazania charakteru złożonego podpisu - niezbędne jest zamieszczenie zwrotu „Poręczam”, „Gwarantuję” lub podobnego. 
Szczegółowe zasady dotyczące formy i zakresu awalu określone są w przepisach prawa kraju, w którym został udzielony awal.